# Piper PA-31 Navajo
Piper PA-31 Navajo — семейство двухмоторных самолётов кабинного класса[уточнить], разработанных и построенных Piper Aircraft для рынка авиации общего назначения. Большинство самолётов использует двигатели Lycoming.

## История
Проектирование самолёта началось в 1960-х годах компанией Piper Aircraft. Первый полёт самолёт совершил 30 сентября 1964 года. Серийное производство началось в 1967 году. PA-31 выпускался по лицензии в нескольких странах Латинской Америки (Аргентине, Бразилии, Колумбии) из комплектов деталей, поставляемых Piper.
Из-за значительного снижения спроса в секторе авиации общего назначения в 1980-х годах производство PA-31 было прекращено в 1984 году. Всего было построено 2044 экземпляров РА-31 Navajo.
Этот самолёт предназначался для перевозки пассажиров или мелких грузов. Он эксплуатируется в региональных авиакомпаниях США и Канады, частными лицами и Вооружёнными силами некоторых стран (в частности, по состоянию на 2018 год, в Мавритании).

## Модификации
PA-31 Navajo — начальная версия.
PA-31-300 Navajo — версия с двигателями без наддува.
PA-31 Navajo B — модификация с более мощными поршневыми двигателями с турбонаддувом Lycoming TIO-540-E и другими улучшениями (1971 год).
PA-31 Navajo C — улучшенная версия (1974 год).
PA-31P Pressurized Navajo — модификация с поршневыми двигателями Lycoming TIGO-541-E1A мощностью 425 л. с.
PA-31-325 Navajo — версия с двигателями Lycoming TIO-540 / LTIO-540.
PA-31-350 Chieftain — удлинённая версия с двигателями Lycoming TIO-540 и Lycoming LTIO-540.
PA-31P-350 — поршневой вариант Mojave Piper PA-31T Cheyenne.
PA-31-350T1020 — модифицированный вариант для региональных авиалиний с меньшим багажным отсеком и запасом топлива, но увеличенной пассажировместимостью (до 9 человек).
PA-31T3 — вариант с турбовинтовыми двигателями Pratt & Whitney Canada PT6A-11.
PA-31-353 — экспериментальная версия PA-31-350..
GM-17 Viper разработка Техноавиа с двигателем Walter М601Е.

T1050 — неосуществлённая удлинённая версия.
EMB 820C — версия Chieftain, произведённая по лицензии Embraer в Бразилии.
Neiva Carajá — турбовинтовая версия EMB 820C, оснащённая двигателями Pratt & Whitney Canada PT6A-27.
Colemill Panther — версия, оснащённая двигателями Lycoming TIO-540-J2B.

## Лётно-технические характеристики
- Экипаж: 1 или 2 человека
- Вместимость: от 5 до 9 пассажиров
- Длина: 9,94 м
- Размах крыла: 12,40 м
- Высота: 3,96 м
- Максимальный взлётный вес: 2948 кг
- Максимальная скорость: 420 км/ч
- Крейсерская скорость: 383 км/ч
- Скорость сваливания: 117 км/ч
- Дальность полёта: 1 875 км
- Потолок: 8000 м

## Аварии и катастрофы
По данным Aviation Safety Network, в авариях и катастрофах было потеряно 833 самолёта Piper PA-31 Navajo различных модификаций.